# メガネ赤札堂
メガネ赤札堂（メガネあかふだどう）は、愛知県丹羽郡扶桑町に本店を置き、東海・近畿エリアにチェーン展開しているメガネ・補聴器を販売する企業、中部オプチカル株式会社の眼鏡チェーンである。

## 概要
2025年現在で63店舗を展開しており、全店舗でメガネ・補聴器を販売する。移転オープンにより閉店したケースは除き、今まで閉店した店舗はない。
扶桑本店は以前は扶桑町内の別の場所（扶桑町役場西・建物現存せず）に開業していたが、1995年に現在地に移転して今に至る。

## 沿革
- 1979年3月 - 愛知県丹羽郡扶桑町にて眼鏡店を個人創業
- 1982年10月 - 有限会社設立。以後、支店を開設する
- 1985年11月 - 春日井店がオープン
- 1995年6月 - 扶桑本店が移設
- 2006年4月 - 豊橋ジャンボ店がオープン。新業態の大型店舗として初のオープン店舗
- 2011年4月 - 春日井ジャンボ店が移転オープン。当時のメガネ赤札堂最大店舗としてオープン
- 2013年４月 - 扶桑本店で、メガネ赤札堂として初めて補聴器の販売を開始
- 2019年 - 創業40周年
- 2020年4月 - 焼津店がオープン
- 2020年12月 - 八日市インター店がオープン
- 2021年7月 - 大江店がオープン
- 2022年7月 - 福井店がオープン
- 2022年12月 - 浜松入野店がオープン
- 2023年4月 - 浜北インター店がオープン
- 2023年12月　蟹江店オープン
- 2024年12月　静岡インター通り店オープン
- 2025年4月　岐阜宇佐店オープン

## 広告・宣伝等

### 映画タイアップ
継続的に映画とのタイアップキャンペーンを実施している。
松竹株式会社
- 「ひみつのアッコちゃん」(2012年)
- 「東京家族」(2013年)
- 「終戦のエンペラー」(2013年)
- 「愛を積むひと」(2015年)
- 「家族はつらいよ」(2016年)[2]
- 「HiGH&LOW〜THE STORY OF S.W.O.R.D.〜」(2016年)
- 「家族はつらいよ2」(2017年)

ウォルト・ディズニー・ジャパン
- 「プレーンズ」(2013年)
- 「プレーンズ2/ファイアー&レスキュー」(2014年)
- 「アントマン&ワスプ」(2018年)

### 契約モデル
- 高須みほ
- 高杉秋帆

### 提供番組
FM
- メガネ赤札堂 presents 乃木坂46 永島聖羅のデリシャス・ミュージック（FM愛知、2015年 - 2016年）

### CM提供番組
TV
いずれも東海地方のみのローカルCM
- ネプリーグ（東海テレビ、月曜日19:00～）
- ぐるぐるナインティナイン（中京テレビ、木曜日19:56～）
- アメトーーク!（メ〜テレ、木曜日23:20～）

### その他
ドキュメント72時間「私がメガネをかける理由」（NHK、2024年10月11日放映）にて扶桑本店が紹介された。